# Grupp 3 i kvalspelet till världsmästerskapet i fotboll 2010 (Uefa)
Grupp 3 i kvalspelet till världsmästerskapet i fotboll 2010 var en kvalificeringsgrupp för VM 2010 i Sydafrika. Gruppen innehöll Tjeckien, Polen, Nordirland, Slovakien, Slovenien och San Marino.
Gruppen vanns av Slovakien, som kvalificerade sig till VM 2010. Tvåan Slovenien gick vidare till playoff-spelet, där de senare slog ut Ryssland och gick till VM även de.

## Tabell
| Nr | Lag        | S  | V | O | F  | GM | IM | MS  | P  |
| -- | ---------- | -- | - | - | -- | -- | -- | --- | -- |
| 1  | Slovakien  | 10 | 7 | 1 | 2  | 22 | 10 | +12 | 22 |
| 2  | Slovenien  | 10 | 6 | 2 | 2  | 18 | 4  | +14 | 20 |
| 3  | Tjeckien   | 10 | 4 | 4 | 2  | 17 | 6  | +11 | 16 |
| 4  | Nordirland | 10 | 4 | 3 | 3  | 13 | 9  | +4  | 15 |
| 5  | Polen      | 10 | 3 | 2 | 5  | 19 | 14 | +5  | 11 |
| 6  | San Marino | 10 | 0 | 0 | 10 | 1  | 47 | −46 | 0  |

| Hemma \ Borta | Nordirland | Polen | San Marino | Slovakien | Slovenien | Tjeckien |
| Nordirland    | —          | 3–2   | 4–0        | 0–2       | 1–0       | 0–0      |
| Polen         | 1–1        | —     | 10–0       | 0–1       | 1–1       | 2–1      |
| San Marino    | 0–3        | 0–2   | —          | 1–3       | 0–3       | 0–3      |
| Slovakien     | 2–1        | 2–1   | 7–0        | —         | 0–2       | 2–2      |
| Slovenien     | 2–0        | 3–0   | 5–0        | 2–1       | —         | 0–0      |
| Tjeckien      | 0–0        | 2–0   | 7–0        | 1–2       | 1–0       | —        |

## Resultat
|  | 6 september 2008 | Slovakien             | 2 – 1   | Nordirland   | Tehelné Pole, Bratislava                  |                                           |
|  |                  | Škrtel 46′ Hamšík 70′ | rapport | 81′ Självmål | Domare: Nikolaj Vladimirovitj Ivanov, RUS | Domare: Nikolaj Vladimirovitj Ivanov, RUS |
|  |                  |                       |         |              | Domare: Nikolaj Vladimirovitj Ivanov, RUS | Domare: Nikolaj Vladimirovitj Ivanov, RUS |
|  |                  |                       |         |              | Domare: Nikolaj Vladimirovitj Ivanov, RUS | Domare: Nikolaj Vladimirovitj Ivanov, RUS |

|  | 6 september 2008 | Polen             | 1 – 1   | Slovenien | City Stadium, Wrocław                        |                                              |
|  |                  | Żewłakow 17, str′ | rapport | 35′ Dedič | Publik: 7 300 Domare: Kristinn Jakobsson ISL | Publik: 7 300 Domare: Kristinn Jakobsson ISL |
|  |                  |                   |         |           | Publik: 7 300 Domare: Kristinn Jakobsson ISL | Publik: 7 300 Domare: Kristinn Jakobsson ISL |
|  |                  |                   |         |           | Publik: 7 300 Domare: Kristinn Jakobsson ISL | Publik: 7 300 Domare: Kristinn Jakobsson ISL |

|  | 10 september 2008 | San Marino | 0 – 2   | Polen                        | Stadio Olimpico, Serravalle                     |                                                 |
|  |                   |            | rapport | 36′ Smolarek 66′ Lewandowski | Publik: 2 374 Domare: Christoforos Zografos GRE | Publik: 2 374 Domare: Christoforos Zografos GRE |
|  |                   |            |         |                              | Publik: 2 374 Domare: Christoforos Zografos GRE | Publik: 2 374 Domare: Christoforos Zografos GRE |
|  |                   |            |         |                              | Publik: 2 374 Domare: Christoforos Zografos GRE | Publik: 2 374 Domare: Christoforos Zografos GRE |

|  | 10 september 2008 | Slovenien                   | 2 – 1   | Slovakien   | Ljudski VRT, Maribor                        |                                             |
|  |                   | Novakovič 22′ Novakovič 81′ | rapport | 83′ Jakubko | Publik: 9 900 Domare: Svein Oddvar Moen NOR | Publik: 9 900 Domare: Svein Oddvar Moen NOR |
|  |                   |                             |         |             | Publik: 9 900 Domare: Svein Oddvar Moen NOR | Publik: 9 900 Domare: Svein Oddvar Moen NOR |
|  |                   |                             |         |             | Publik: 9 900 Domare: Svein Oddvar Moen NOR | Publik: 9 900 Domare: Svein Oddvar Moen NOR |

|  | 10 september 2008 | Nordirland | 0 – 0   | Tjeckien | Windsor Park, Belfast                 |                                       |
|  |                   |            | rapport |          | Publik: 12 882 Domare: Ivan Bebek CRO | Publik: 12 882 Domare: Ivan Bebek CRO |
|  |                   |            |         |          | Publik: 12 882 Domare: Ivan Bebek CRO | Publik: 12 882 Domare: Ivan Bebek CRO |
|  |                   |            |         |          | Publik: 12 882 Domare: Ivan Bebek CRO | Publik: 12 882 Domare: Ivan Bebek CRO |

|  | 11 oktober 2008 | Polen                         | 2 – 1   | Tjeckien  | Slaski, Chorzow                           |                                           |
|  |                 | Brożek 27′ Błaszczykowski 53′ | rapport | 87′ Fenin | Publik: 38 293 Domare: Wolfgang Stark GER | Publik: 38 293 Domare: Wolfgang Stark GER |
|  |                 |                               |         |           | Publik: 38 293 Domare: Wolfgang Stark GER | Publik: 38 293 Domare: Wolfgang Stark GER |
|  |                 |                               |         |           | Publik: 38 293 Domare: Wolfgang Stark GER | Publik: 38 293 Domare: Wolfgang Stark GER |

|  | 11 oktober 2008 | San Marino | 1 – 3   | Slovakien                       | Stadio Olimpico, Serravalle            |                                        |
|  |                 | Selva 45′  | rapport | 33′ Šesták 39′ Kozák 51′ Karhan | Publik: 1 037 Domare: Sascha Kever SUI | Publik: 1 037 Domare: Sascha Kever SUI |
|  |                 |            |         |                                 | Publik: 1 037 Domare: Sascha Kever SUI | Publik: 1 037 Domare: Sascha Kever SUI |
|  |                 |            |         |                                 | Publik: 1 037 Domare: Sascha Kever SUI | Publik: 1 037 Domare: Sascha Kever SUI |

|  | 11 oktober 2008 | Slovenien                     | 2 – 0   | Nordirland | Ljudski VRT, Maribor                                  |                                                       |
|  |                 | Novakovič 83′ Ljubijankič 84′ | rapport |            | Publik: 12 385 Domare: Eduardo Iturralde Gonzalez ESP | Publik: 12 385 Domare: Eduardo Iturralde Gonzalez ESP |
|  |                 |                               |         |            | Publik: 12 385 Domare: Eduardo Iturralde Gonzalez ESP | Publik: 12 385 Domare: Eduardo Iturralde Gonzalez ESP |
|  |                 |                               |         |            | Publik: 12 385 Domare: Eduardo Iturralde Gonzalez ESP | Publik: 12 385 Domare: Eduardo Iturralde Gonzalez ESP |

|  | 15 oktober 2008 | Tjeckien   | 1 – 0   | Slovenien | Na Stinadlech, Teplice                     |                                            |
|  |                 | Sionko 62′ | rapport |           | Publik: 15 220 Domare: Martin Atkinson ENG | Publik: 15 220 Domare: Martin Atkinson ENG |
|  |                 |            |         |           | Publik: 15 220 Domare: Martin Atkinson ENG | Publik: 15 220 Domare: Martin Atkinson ENG |
|  |                 |            |         |           | Publik: 15 220 Domare: Martin Atkinson ENG | Publik: 15 220 Domare: Martin Atkinson ENG |

|  | 15 oktober 2008 | Nordirland                                  | 4 – 0   | San Marino | Windsor Park, Belfast                   |                                         |
|  |                 | Healy 31′ McCann 43′ Lafferty 56′ Davis 75′ | rapport |            | Publik: 12 957 Domare: Petteri Kari FIN | Publik: 12 957 Domare: Petteri Kari FIN |
|  |                 |                                             |         |            | Publik: 12 957 Domare: Petteri Kari FIN | Publik: 12 957 Domare: Petteri Kari FIN |
|  |                 |                                             |         |            | Publik: 12 957 Domare: Petteri Kari FIN | Publik: 12 957 Domare: Petteri Kari FIN |

|  | 15 oktober 2008 | Slovakien             | 2 – 1   | Polen        | Tehelné Pole, Bratislava                  |                                           |
|  |                 | Šesták 84′ Šesták 86′ | rapport | 70′ Smolarek | Publik: 17 650 Domare: Bertrand Layec FRA | Publik: 17 650 Domare: Bertrand Layec FRA |
|  |                 |                       |         |              | Publik: 17 650 Domare: Bertrand Layec FRA | Publik: 17 650 Domare: Bertrand Layec FRA |
|  |                 |                       |         |              | Publik: 17 650 Domare: Bertrand Layec FRA | Publik: 17 650 Domare: Bertrand Layec FRA |

|  | 19 november 2008 | San Marino | 0 – 3   | Tjeckien                        | Stadio Olimpico, Serravalle             |                                         |
|  |                  |            | rapport | 47′ Kováč 53′ Pospěch 66′ Necid | Publik: 1 318 Domare: Hannes Kaasik EST | Publik: 1 318 Domare: Hannes Kaasik EST |
|  |                  |            |         |                                 | Publik: 1 318 Domare: Hannes Kaasik EST | Publik: 1 318 Domare: Hannes Kaasik EST |
|  |                  |            |         |                                 | Publik: 1 318 Domare: Hannes Kaasik EST | Publik: 1 318 Domare: Hannes Kaasik EST |

|  | 11 februari 2009 | San Marino | 0 – 3   | Nordirland                      | Stadio Olimpico, Serravalle                  |                                              |
|  |                  |            | rapport | 7′ McAuley 33′ McCann 63′ Brunt | Publik: 1 942 Domare: Dragomir Stankovic SRB | Publik: 1 942 Domare: Dragomir Stankovic SRB |
|  |                  |            |         |                                 | Publik: 1 942 Domare: Dragomir Stankovic SRB | Publik: 1 942 Domare: Dragomir Stankovic SRB |
|  |                  |            |         |                                 | Publik: 1 942 Domare: Dragomir Stankovic SRB | Publik: 1 942 Domare: Dragomir Stankovic SRB |

|  | 28 mars 2009 | Nordirland                        | 3 – 2   | Polen                    | Windsor Park, Belfast                      |                                            |
|  |              | Feeney 10′ Evans 47′ Självmål 61′ | rapport | 27′ Jeleń 91′ Saganowski | Publik: 13 357 Domare: Martin Hansson, SWE | Publik: 13 357 Domare: Martin Hansson, SWE |
|  |              |                                   |         |                          | Publik: 13 357 Domare: Martin Hansson, SWE | Publik: 13 357 Domare: Martin Hansson, SWE |
|  |              |                                   |         |                          | Publik: 13 357 Domare: Martin Hansson, SWE | Publik: 13 357 Domare: Martin Hansson, SWE |

|  | 28 mars 2009 | Slovenien | 0 – 0   | Tjeckien | Ljudski VRT, Maribor                      |                                           |
|  |              |           | rapport |          | Publik: 12 500 Domare: Pedro Proenca, POR | Publik: 12 500 Domare: Pedro Proenca, POR |
|  |              |           |         |          | Publik: 12 500 Domare: Pedro Proenca, POR | Publik: 12 500 Domare: Pedro Proenca, POR |
|  |              |           |         |          | Publik: 12 500 Domare: Pedro Proenca, POR | Publik: 12 500 Domare: Pedro Proenca, POR |

|  | 1 april 2009 | Tjeckien        | 1 – 2   | Slovakien                | AXA Arena, Prag              |                              |
|  |              | Jankulovski 30′ | rapport | 22′ Šesták 82′ Jendrišek | Domare: Alberto Undiano, ESP | Domare: Alberto Undiano, ESP |
|  |              |                 |         |                          | Domare: Alberto Undiano, ESP | Domare: Alberto Undiano, ESP |
|  |              |                 |         |                          | Domare: Alberto Undiano, ESP | Domare: Alberto Undiano, ESP |

|  | 1 april 2009 | Nordirland | 1 – 0   | Slovenien | Windsor Park, Belfast                  |                                        |
|  |              | Feeney 73′ | rapport |           | Publik: 13 243 Domare: Alon Yefet, ISR | Publik: 13 243 Domare: Alon Yefet, ISR |
|  |              |            |         |           | Publik: 13 243 Domare: Alon Yefet, ISR | Publik: 13 243 Domare: Alon Yefet, ISR |
|  |              |            |         |           | Publik: 13 243 Domare: Alon Yefet, ISR | Publik: 13 243 Domare: Alon Yefet, ISR |

|  | 1 april 2009 | Polen | 10 – 0  | San Marino | Korona Kielce Stadion, Kielce                 |                                               |
|  |              | Boguski 1′ Smolarek 18′ Boguski 27′ R.Lewandowski 43′ Jeleń 51′ Smolarek 60′ M.Lewandowski 63′ Smolarek 72′ Smolarek 81′ Saganowski 88′ | rapport |            | Publik: 15 200 Domare: Aliaksei Kulbakou, BLR | Publik: 15 200 Domare: Aliaksei Kulbakou, BLR |
|  |              | |         |            | Publik: 15 200 Domare: Aliaksei Kulbakou, BLR | Publik: 15 200 Domare: Aliaksei Kulbakou, BLR |
|  |              | |         |            | Publik: 15 200 Domare: Aliaksei Kulbakou, BLR | Publik: 15 200 Domare: Aliaksei Kulbakou, BLR |

|  | 6 juni 2009 | Slovakien                                                               | 7 – 0   | San Marino | Tehelné Pole, Bratislava                      |                                               |
|  |             | Čech 3′ Pekarík 12′ Čech 32′ Stoch 35′ Kozák 42′ Jakubko 63′ Hanzel 68′ | rapport |            | Publik: 6 652 Domare: Jerome Efong Nzolo, BEL | Publik: 6 652 Domare: Jerome Efong Nzolo, BEL |
|  |             |                                                                         |         |            | Publik: 6 652 Domare: Jerome Efong Nzolo, BEL | Publik: 6 652 Domare: Jerome Efong Nzolo, BEL |
|  |             |                                                                         |         |            | Publik: 6 652 Domare: Jerome Efong Nzolo, BEL | Publik: 6 652 Domare: Jerome Efong Nzolo, BEL |

|  | 19 augusti 2009 | Slovenien                                                      | 5 – 0   | San Marino | Ljudski VRT, Maribor                           |                                                |
|  |                 | Koren 19′ Radosavljevič 39′ Kirm 54′ Koren 74′ Ljubijankič 93′ | rapport |            | Publik: 4 400 Domare: Dimitar Meckarovski, MKD | Publik: 4 400 Domare: Dimitar Meckarovski, MKD |
|  |                 |                                                                |         |            | Publik: 4 400 Domare: Dimitar Meckarovski, MKD | Publik: 4 400 Domare: Dimitar Meckarovski, MKD |
|  |                 |                                                                |         |            | Publik: 4 400 Domare: Dimitar Meckarovski, MKD | Publik: 4 400 Domare: Dimitar Meckarovski, MKD |

|  | 5 september 2009 | Polen             | 1 – 1   | Nordirland   | Slaski, Chorzow                                    |                                                    |
|  |                  | M.Lewandowski 80′ | rapport | 38′ Lafferty | Publik: 38 914 Domare: Manuel Mejuto Gonzalez, ESP | Publik: 38 914 Domare: Manuel Mejuto Gonzalez, ESP |
|  |                  |                   |         |              | Publik: 38 914 Domare: Manuel Mejuto Gonzalez, ESP | Publik: 38 914 Domare: Manuel Mejuto Gonzalez, ESP |
|  |                  |                   |         |              | Publik: 38 914 Domare: Manuel Mejuto Gonzalez, ESP | Publik: 38 914 Domare: Manuel Mejuto Gonzalez, ESP |

|  | 5 september 2009 | Slovakien                  | 2 – 2   | Tjeckien            | Tehelné Pole, Bratislava                 |                                          |
|  |                  | Šesták 60′ Hamšík 73, str′ | rapport | 68′ Pudil 84′ Baroš | Publik: 23 800 Domare: Tom Øvrebø, Norge | Publik: 23 800 Domare: Tom Øvrebø, Norge |
|  |                  |                            |         |                     | Publik: 23 800 Domare: Tom Øvrebø, Norge | Publik: 23 800 Domare: Tom Øvrebø, Norge |
|  |                  |                            |         |                     | Publik: 23 800 Domare: Tom Øvrebø, Norge | Publik: 23 800 Domare: Tom Øvrebø, Norge |

|  | 9 september 2009 | Tjeckien                                                                    | 7 – 0   | San Marino | City Stadium, Uherske Hradiste               |                                              |
|  |                  | Baroš 28′ Baroš 44′ Baroš 45+3′ Svěrkoš 47′ Baroš 66′ Necid 86′ Svěrkoš 94′ | rapport |            | Publik: 8 121 Domare: Arman Amirkhanyan, ARM | Publik: 8 121 Domare: Arman Amirkhanyan, ARM |
|  |                  |                                                                             |         |            | Publik: 8 121 Domare: Arman Amirkhanyan, ARM | Publik: 8 121 Domare: Arman Amirkhanyan, ARM |
|  |                  |                                                                             |         |            | Publik: 8 121 Domare: Arman Amirkhanyan, ARM | Publik: 8 121 Domare: Arman Amirkhanyan, ARM |

|  | 9 september 2009 | Nordirland | 0 – 2   | Slovakien              | Windsor Park, Belfast                     |                                           |
|  |                  |            | rapport | 15′ Šesták 67′ Hološko | Publik: 13 019 Domare: Björn Kuipers, NED | Publik: 13 019 Domare: Björn Kuipers, NED |
|  |                  |            |         |                        | Publik: 13 019 Domare: Björn Kuipers, NED | Publik: 13 019 Domare: Björn Kuipers, NED |
|  |                  |            |         |                        | Publik: 13 019 Domare: Björn Kuipers, NED | Publik: 13 019 Domare: Björn Kuipers, NED |

|  | 9 september 2009 | Slovenien                         | 3 – 0   | Polen | Ljudski VRT, Maribor                       |                                            |
|  |                  | Dedič 13′ Novakovič 44′ Birsa 62′ | rapport |       | Publik: 10 226 Domare: William Collum, SCO | Publik: 10 226 Domare: William Collum, SCO |
|  |                  |                                   |         |       | Publik: 10 226 Domare: William Collum, SCO | Publik: 10 226 Domare: William Collum, SCO |
|  |                  |                                   |         |       | Publik: 10 226 Domare: William Collum, SCO | Publik: 10 226 Domare: William Collum, SCO |

|  | 10 oktober 2009 | Tjeckien             | 2 – 0   | Polen | Generali Arena, Prag                        |                                             |
|  |                 | Necid 51′ Plašil 72′ | rapport |       | Publik: 14 010 Domare: Claus Bo Larsen, DEN | Publik: 14 010 Domare: Claus Bo Larsen, DEN |
|  |                 |                      |         |       | Publik: 14 010 Domare: Claus Bo Larsen, DEN | Publik: 14 010 Domare: Claus Bo Larsen, DEN |
|  |                 |                      |         |       | Publik: 14 010 Domare: Claus Bo Larsen, DEN | Publik: 14 010 Domare: Claus Bo Larsen, DEN |

|  | 10 oktober 2009 | Slovakien | 0 – 2   | Slovenien            | Tehelne Pole, Bratislava                   |                                            |
|  |                 |           | rapport | 56′ Birsa 93′ Pečnik | Publik: 23 800 Domare: Wolfgang Stark, GER | Publik: 23 800 Domare: Wolfgang Stark, GER |
|  |                 |           |         |                      | Publik: 23 800 Domare: Wolfgang Stark, GER | Publik: 23 800 Domare: Wolfgang Stark, GER |
|  |                 |           |         |                      | Publik: 23 800 Domare: Wolfgang Stark, GER | Publik: 23 800 Domare: Wolfgang Stark, GER |

|  | 14 oktober 2009 | Tjeckien | 0 – 0   | Nordirland | Sinobo Stadium, Prag                       |                                            |
|  |                 |          | rapport |            | Publik: 8 002 Domare: Laurent Duhamel, FRA | Publik: 8 002 Domare: Laurent Duhamel, FRA |
|  |                 |          |         |            | Publik: 8 002 Domare: Laurent Duhamel, FRA | Publik: 8 002 Domare: Laurent Duhamel, FRA |
|  |                 |          |         |            | Publik: 8 002 Domare: Laurent Duhamel, FRA | Publik: 8 002 Domare: Laurent Duhamel, FRA |

|  | 14 oktober 2009 | Polen | 0 – 1   | Slovakien            | Schlesienstadion, Chorzów                 |                                           |
|  |                 |       | rapport | 3′ (sjm.) Gancarczyk | Publik: 4 500 Domare: Jonas Eriksson, SWE | Publik: 4 500 Domare: Jonas Eriksson, SWE |
|  |                 |       |         |                      | Publik: 4 500 Domare: Jonas Eriksson, SWE | Publik: 4 500 Domare: Jonas Eriksson, SWE |
|  |                 |       |         |                      | Publik: 4 500 Domare: Jonas Eriksson, SWE | Publik: 4 500 Domare: Jonas Eriksson, SWE |

|  | 14 oktober 2009 | San Marino | 0 – 3   | Slovenien                              | Stadio Olimpico Serravalle, Serravalle |                                        |
|  |                 |            | rapport | 24′ Novaković 68′ Stevanović 81′ Šuler | Publik: 1 745 Domare: Zsolt Szabó, HUN | Publik: 1 745 Domare: Zsolt Szabó, HUN |
|  |                 |            |         |                                        | Publik: 1 745 Domare: Zsolt Szabó, HUN | Publik: 1 745 Domare: Zsolt Szabó, HUN |
|  |                 |            |         |                                        | Publik: 1 745 Domare: Zsolt Szabó, HUN | Publik: 1 745 Domare: Zsolt Szabó, HUN |